# Parafia Trójcy Świętej w Gródku

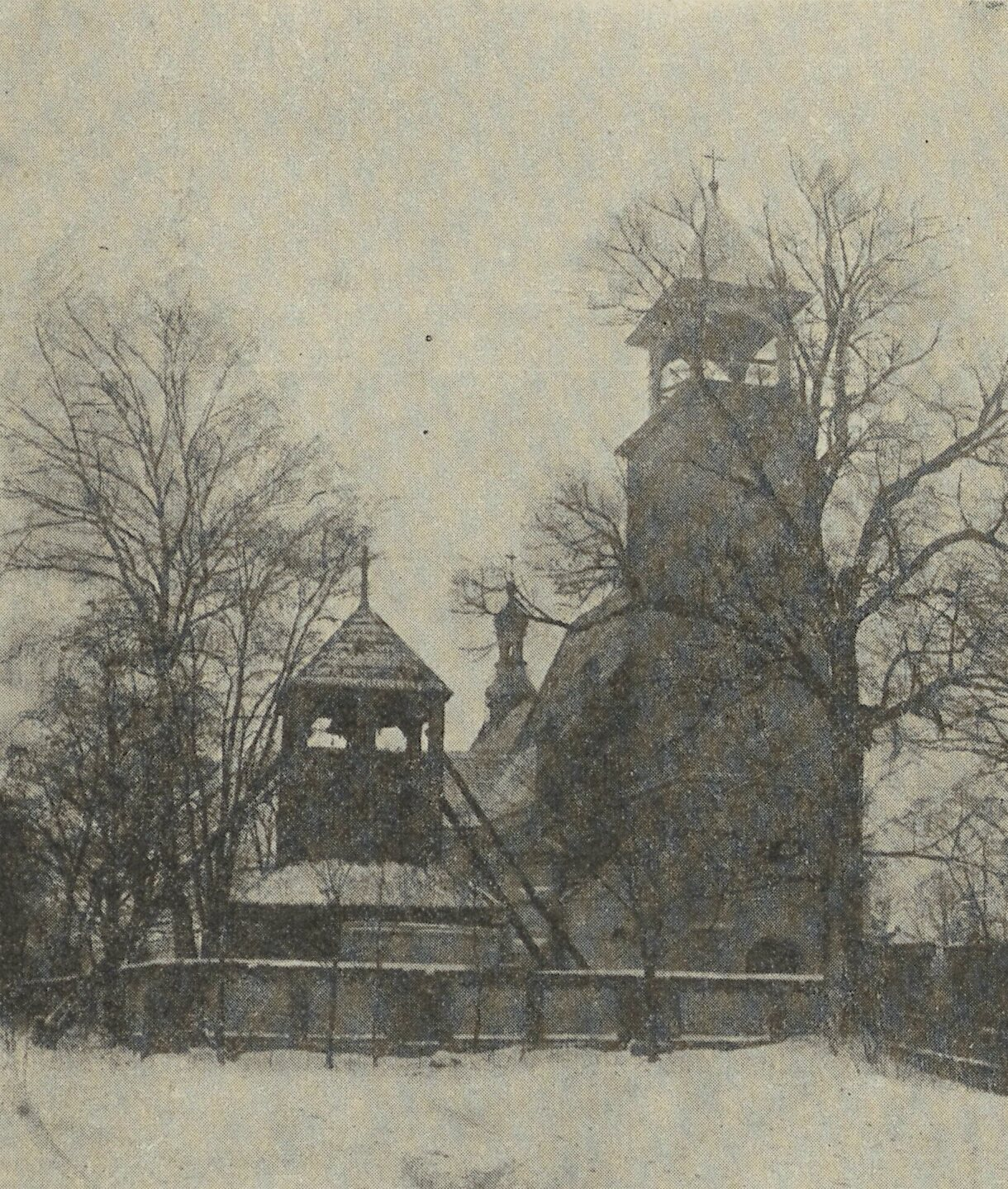
Kościół przed 1913

Parafia Świętej Trójcy – rzymskokatolicka parafia w Gródku, należąca do dekanatu czarnoleskiego w diecezji radomskiej.

## Historia
Kościół w Gródku jako filialny dla parafii Sieciechów powstał w XIII w. Parafia zaś została erygowana po 1598. Kościół pw. Świętej Trójcy zbudowany został w latach 1593–1598 z fundacji Andrzeja Kochanowskiego i jego żony Anny z Mysłowskich. Konsekracji dokonał 24 października 1598 kard. Jerzy Radziwiłł. Wieżę wzniesiono w 1643, a w latach 1903–1910 kościół powiększono przez dobudowanie części nawy, nowego prezbiterium i zakrystii. Uległ on zniszczeniu w roku 1914. Kościół jest orientowany, murowany z kamienia, tynkowany, zewnątrz ściany oszkarpowane. Stanowi budowlę jednonawową, w nawie są sklepienia krzyżowo-żebrowe, dach jest dwuspadowy kryty blachą ocynkowaną.

## Proboszczowie
- 1936–1949 – ks. Piotr Szymański (aresztowany w 1942 r. i osadzony w obozach koncentracyjnych w Niemczech)[1]
- 1942–1946 – ks. Stanisław Strzałkowski (pełnił funkcję proboszcza od 31 lipca 1942 r. po aresztowaniu poprzednika. Zmarł 14 stycznia 1946 r, jest pochowany na cmentarzu parafialnym we Wrzosie)[1]
- 1946–1949 – ks. Piotr Szymański (powtórnie)
- 1950–1957 – ks. Józef Adamczyk
- 1957–1962 – ks. Stanisław Nowakowski
- 1962–1967 – ks. Józef Gałan
- 1967–1975 – ks. Tadeusz Morawski
- 1975–1978 – ks. Czesław Jeromin
- 1978–1987 – ks. Wiesław Kołsut
- 1987–2000 – ks. Władysław Stępniewski
- 2000–2000 – ks. Ryszard Witek
- 2000–2006 – ks. Wojciech Celuch
- od 2006 – ks. Bogusław Kasprzyk

## Zasięg parafii
Do parafii należą wierni z miejscowości: Garbatka-Dziewiątka, Garbatka Nowa, Garbatka-Zbyczyn, Gródek, Czarnolas-Kolonia, Zawada Nowa, Zawada Stara.